# Trnovče (Petrovac na Mlavi)
Pour les articles homonymes, voir Trnovče.
Trnovče (en serbe cyrillique : Трновче) est un village de Serbie situé dans la municipalité de Petrovac na Mlavi, district de Braničevo. Au recensement de 2011, il comptait 609 habitants.

## Démographie
| 1948  | 1953  | 1961  | 1971  | 1981  | 1991 | 2002 | 2011 |
| ----- | ----- | ----- | ----- | ----- | ---- | ---- | ---- |
| 1 256 | 1 218 | 1 167 | 1 134 | 1 099 | 973  | 708  | 609  |

|  |